# 4 صفر
- السبت
- الأحد
- الاثنين
- الثلاثاء
- الأربعاء
- الخميس
- الجمعة

- 283 أغسطس 2024
- 294 أغسطس 2024
- 15 أغسطس 2024
- 26 أغسطس 2024
- 37 أغسطس 2024
- 48 أغسطس 2024
- 59 أغسطس 2024
- 610 أغسطس 2024
- 711 أغسطس 2024
- 812 أغسطس 2024
- 913 أغسطس 2024
- 1014 أغسطس 2024
- 1115 أغسطس 2024
- 1216 أغسطس 2024
- 1317 أغسطس 2024
- 1418 أغسطس 2024
- 1519 أغسطس 2024
- 1620 أغسطس 2024
- 1721 أغسطس 2024
- 1822 أغسطس 2024
- 1923 أغسطس 2024
- 2024 أغسطس 2024
- 2125 أغسطس 2024
- 2226 أغسطس 2024
- 2327 أغسطس 2024
- 2428 أغسطس 2024
- 2529 أغسطس 2024
- 2630 أغسطس 2024
- 2731 أغسطس 2024
- 281 سبتمبر 2024
- 292 سبتمبر 2024
- 303 سبتمبر 2024
- 14 سبتمبر 2024
- 25 سبتمبر 2024
- 36 سبتمبر 2024

4 صَفَر أو 4 صَفَر الخير أو 4 صَفَر المُظفَّر أو يوم 4 \ 2 (اليوم الرابع من الشهر الثاني) هو اليوم الرابع والثلاثين من أيَّام السنة وفق التقويم الهجري القمري (العربي). يبقى بعده 320 أو 321 يومًا لانتهاء السنة.

## أحداث
- 648 هـ - جلاء الحملة الصليبية السابعة عن المنصورة، بعد هزيمتها وأسر لويس التاسع ملك فرنسا.
- 656 هـ - الخليفة العباسي المستعصم بالله يسلم بغداد عاصمة الخلافة العباسية إلى هولاكو خان، معلنا بذلك سقوطها وسقوط دولته التي حكمت العالم الإسلامي خمسة قرون.
- 1333 هـ - بكري الصدفي يترك منصب مفتي الديار المصرية.
- 1361 هـ - الشيخ سلمان بن حمد آل خليفة يتولى حكم البحرين خلفًا لوالدة الشيخ حمد بن عيسى بن علي آل خليفة.
- 1380 هـ - الجامعة العربية تفرض مقاطعة اقتصادية على إيران بعد خمسة أيام من اعترافها بدولة إسرائيل.
- 1408 هـ - الرئيسان المصري محمد حسني مبارك والفرنسي فرنسوا ميتيران يفتتحان أول خطوط مترو أنفاق القاهرة.
- 1410 هـ - الرئيس المصري حسني مبارك رئيس منظمة الوحدة الأفريقية آنذاك يقوم بزيارة لموريتانيا والسنغال في إطار مساعي المنظمة لحل النزاع بين البلدين بمساعدة لجنة سداسية من وزراء خارجية ست دول إفريقية.
- 1419 هـ - زلزال بقوة 6.6 على مقياس ريختر يضرب شمال أفغانستان موديًا بحياة 5000 شخص.
- 1426 هـ - مظاهرة كبيرة في بيروت وفاءً لرئيس الوزراء اللبناني الأسبق رفيق الحريري والمطالبة بخروج الجيش السوري من لبنان وبدأ ما سمي بثورة الأرز، ولم تنتهي المظاهرة إلا بعد خروج الجيش السوري من لبنان بشكل كامل.
- 1432 هـ -
  - بدأ عملية التصويت في استفتاء تقرير مصير جنوب السودان.
  - إسرائيل تهدم بيت مفتي القدس السابق أمين الحسيني.
  - تجدد الاحتجاجات الشعبية في تونس يخلف 8 قتلى وعددًا من الجرحى سقطوا برصاص الشرطة.
  - مصرع 3 متظاهرين وإصابة 400 آخرين في مصادمات بين متظاهرين شبان وقوات الأمن في أنحاء مختلفة من الجزائر.
  - تحطم طائرة ركاب إيرانية على متنها أكثر من مئة راكب فوق منطقة أرومية، والإعلان عن نجاة خمسين راكبًا.
- 1436 هـ - إجراء نهائي كأس الخليج العربي لكرة القدم الثاني والعشرين لكرة القدم بين السعودية وقطر في الرياض.
- 1438 هـ - تنظيم الدولة الإسلامية يتبنى رسميا أول هجوم له على الأراضي التركية والذي خلف 11 قتيلا وحوالي 100 جريح.
- 1444 هـ - المفوضية السامية للأمم المتحدة لحقوق الإنسان تُعلن تقريرها حول انتهاكات حقوق الإنسان في منطقة الأويغور في الصين، وتصفها بأنها تُشكل جرائم ضد الإنسانية.

## مواليد
- 1327 هـ - أبو القاسم الشابي، شاعر تونسي.
- 1333 هـ - عبد الكريم قاسم، رئيس وزراء العراق.
- 1356 هـ -
  - حسين الصالح، ممثل ومخرج كويتي.
  - خيرية أحمد، ممثلة مصرية.
- 1379 هـ - موزة المسند، زوجة أمير قطر الشيخ حمد بن خليفة آل ثاني.
- 1380 هـ - إيليا سليمان، مخرج فلسطيني.
- 1399 هـ - ديما قندلفت، ممثلة سورية.
- 1401 هـ - فريال يوسف، ممثلة تونسية.

## وفيات
- 631 هـ - سيف الدين الآمدي، فقيه أصولي وباحث شافعي.
- 827 هـ - الظاهر سيف الدين جقمق، سلطان مملوكي برجي.
- 1361 هـ - حمد بن عيسى بن علي آل خليفة، حاكم البحرين.
- 1429 هـ - فؤاد التكرلي، كاتب عراقي.
- 1434 هـ - محمد بن عبد الله السبيل، مؤذن سعودي.
- 1436 هـ - صباح، مطربة وممثلة لبنانية.

## وصلات خارجية
- موقع قصة الإسلام: حدث في شهر صفر.